# La Sopa
La Sopa és un edifici del municipi de Girona que forma part de l'Inventari del Patrimoni Arquitectònic de Catalunya.

## Descripció
És un edifici de planta baixa i tres pisos pel costat de la plaça, i en el gir vers la façana lateral esquerra (composta de dos cossos, un amb façana principal a la plaça, de composició simètrica respecte a la porta d'arc de mig punt de pedra. Aquesta façana s'agrupa, en una actuació actual, dins una motllura de pedra que descansa sobre un sòcol de pedra i que inclou les obertures de la planta baixa i el primer pis. Per sobre, i al segon pis, galeria de finestres agrupades de 3 en 3, amb arquets de punt rodó i columnetes cilíndriques. La façana es remata amb volat de teules i un remat central de frontó esglaonat. Al costat esquerre de la façana, part vella de finestres de pedra i llinda planera, amb la del primer pis amb escut de cérvol i data del 1556, rematant-se la façana amb frontó similar a l'anterior). Pel costat del carrer lateral, l'edifici es compon de 2 parts, la propera a la plaça, i d'altra més interior de planta baixa i 3 pisos, rematada amb una galeria de pilarets metàl·lics i vidre, més actual. Finestres remarcades amb ceràmica. A una llinda de pedra s'hi observa la data de 1556.